# پاتریک کلاسون
پاتریک کلاسون (به انگلیسی: Patrick Lyell Clawson) (زاده:۳۰ مارس ۱۹۵۱) اقتصاد دان آمریکایی و پژوهشگر امور خاورمیانه‌است. وی هم‌اکنون مدیر پژوهش در انستیتو سیاست خاورمیانه واشینگتن است.
وی در سپتامبر ۲۰۱۲ پیشنهاد داد که از راهکار «بحران آفرینی» (برای ایران) جهت وادار نمودن ایران به ورود به جنگ استفاده شود. بحرانی از همان دست که به گفتهٔ کلاسون، ژاپن را وادار به حمله به پرل هاربر نمود که به بمباران اتمی هیروشیما و ناگاساکی توسط آمریکا انجامید.

## آثار برگزیده

### کتاب ها
- صنعت کوکائین آند، با Rensselaer W. Lee III. St. Martin’s Press، اوت 1996. ISBN 978-0312124007.[7]
- بررسی جاه طلبی های هسته ای ایران، با هنری دی. سوکولسکی. موسسه مطالعات راهبردی، 1383. شابک 1584871490.
- ایران ابدی : تداوم و آشوب، با مایکل روبین. Palgrave Macmillan, 2005. ISBN 1403962766.
- تاریخ پول ایران : از صفویان تا قاجارها با رودی متی و ویلم فلور. لندن: I.B. Tauris, 2013. ISBN 978-1780760797.[8]

### کتاب های ویرایش شده
- آمادگی برای یک ایران هسته ای، با هنری دی. سوکولسکی. کارلایل، پنسیلوانیا: موسسه مطالعات استراتژیک، کالج جنگ ارتش ایالات متحده، اکتبر 2005. ISBN 158487211X. JSTOR resrep12040.

آثار کمک کرده است
- "بازارهای هدایت شده: طرح انرژی کارتر و تجدید ساختار سرمایه ایالات متحده" با آلن کافمن. سه جانبه گرایی: کمیسیون سه جانبه و برنامه ریزی نخبگان برای مدیریت جهانی، ویرایش شده توسط هالی اسکلار. Boston: South End Press, 1980, pp. 324–338.
- "تحریم های ایالات متحده." ایران پرایمر. مرکز بین المللی وودرو ویلسون برای محققان، 2010.

### گزارش ها
- اهداف و توانمندی های راهبردی ایران. واشینگتن، دی سی: موسسه مطالعات استراتژیک ملی، آوریل 1994.

مقالات و مقالات
- "ایران جاه طلب و همسایه های مشکل دار" با دنیل پایپس. امور خارجه، جلد. 72، شماره 1، 1 ژانویه 1992.
- "چگونه سلاح های هسته ای ایران را از بین ببریم." Claremont Review of Books, Vol. 6، شماره 2، بهار 2006.
- «نجات نئوکان ها» با بازی استیون راج، پیتر ابوت، فلینت لورت و جاشوا موراوچیک. فارین پالیسی، شماره 158، ژانویه - فوریه 2007، ص 6، 8، 10، 12.
- "هشت کتابی که احمدی نژاد نمی خواهد شما بخوانید." فارین پالیسی، 24 ژوئن 2009.
- "زمان نیکسون و چین نیست." فارین پالیسی، 1 اکتبر 2009.
- "اسرائیل تا چه حد افراط گرایی را تحمل خواهد کرد؟" اقیانوس اطلس، 16 اوت 2010.
- "ایالات متحده و اسرائیل: دیدگاه یکسان از تهدید، دیدگاه متفاوت در مورد زور." اقیانوس اطلس، 20 اوت 2010.
- "تحریم ها فقط یک فاصله است." امور خارجه، 8 مه 2012.
- دموکرات های ایران را زیر نگیریم. فارین پالیسی، 13 آوریل 2012.
- "آیا ایران طوفان اقتصادی را پشت سر خواهد گذاشت؟" فارین پالیسی، 11 اکتبر 2012.
- "اوباما، به ایران یک معامله سخاوتمندانه پیشنهاد کن" اقیانوس اطلس، 16 ژانویه 2013.
- "ایران نمی تواند با یک چیز موافقت کند." فارین پالیسی، 20 فوریه 2013.
- "پایان بن بست؟" فارین پالیسی، 19 سپتامبر 2013.
- "صحبت آسان است." امور خارجه، 24 سپتامبر 2013.